# Tarouca
Tarouca es una ciudad portuguesa del distrito de Viseu, Região Norte y comunidad intermunicipal de Duero, con cerca de 3400 habitantes.
Es sede de un municipio con 101,50 km² de área y 7364 habitantes (2021), subdividido en siete freguesias. Los municipio están limitado la nordeste por Armamar, al este por Moimenta da Beira, al sur por Vila Nova de Paiva, al sudoeste por Castro Daire e a noroeste por Lamego.

## Demografía
| Gráfica de evolución demográfica de Tarouca entre 1864 y 2021 |
|                                                               |
| Datos según el nomenclátor publicado por el INE portugués.    |

## Organización territorial
El municipio de Tarouca está formado por siete freguesias:
- Gouviães e Ucanha
- Granja Nova e Vila Chã da Beira
- Mondim da Beira
- Salzedas
- São João de Tarouca
- Tarouca e Dálvares
- Várzea da Serra

## Historia
Tarouca fue elevada a ciudad el 9 de diciembre de 2004.

## Patrimonio
- Iglesia de São Pedro de Tarouca
- Monasterio de São João de Tarouca
- Torre de Ucanha